# Småträsken (Överkalix socken, Norrbotten, 738360-179791)
Småträsken är en sjö i Överkalix kommun i Norrbotten och ingår i Kalixälvens huvudavrinningsområde.